# 2010 en Somalie
Chronologie de l'Afrique
2008 en Somalie - 2009 en Somalie - 2010 en Somalie - 2011 en Somalie - 2012 en Somalie
2008 par pays en Afrique - 2009 par pays en Afrique - 2010 par pays en Afrique - 2011 par pays en Afrique - 2012 par pays en Afrique

## Chronologie

### Janvier 2010
- Vendredi 1er janvier 2010 : Un jeune somalien tente de tuer au Danemark l'un des auteurs des caricatures polémiques du prophète Mahomet. Cette tentative de meurtre est saluée le lendemain par le porte-parole des shebab, Cheikh Ali Mouhamoud Rage : « Il est du devoir de tous les musulmans de défendre leur religion et le prophète […] Nous appelons tous les musulmans, de par le monde, à cibler des gens comme ce Danois diabolique ou d'autres comme (l'écrivain britannique) Salman Rushdie qui ont injurié notre religion et notre prophète Mahomet »[1].

- Mardi 12 janvier 2010 :
  - L'intensification des affrontements entre insurgés islamistes shebab et le groupe islamiste modéré pro-gouvernemental Ahlu Sunna Wal Jamaa, depuis le 2 janvier à Dusamareb (centre) a provoqué la fuite de quelque 7 000 civils. Ces violents combats ont aussi fait des dizaines de morts dans plusieurs localités du centre de la Somalie.
  - Selon le Haut commissariat des Nations unies pour les réfugiés (HCR), le nombre de Somaliens réfugiés dans un pays voisin dépasse le demi-million au Kenya, au Yémen, en Éthiopie et à Djibouti.

- Mercredi 13 janvier 2010 : Les affrontements entre insurgés islamistes et forces pro-gouvernementales causent la mort d'au moins 10 personnes dont 7 adolescents qui jouaient au football sur un terrain vague tués par un obus de mortier des rebelles qui visaient la présidence somalienne et des positions de la force de paix de l'Union africaine en Somalie (Amisom).

- Vendredi 29 janvier 2010, Mogadiscio : : Violents combats dans le centre, entre insurgés islamistes et forces gouvernementales, soutenues par les soldats de la force de paix de l'Union africaine en Somalie (Amisom) : au moins 12 morts et 25 blessés. Les affrontements se sont concentrés sur un rond-point stratégique à mi-chemin entre l'aéroport et le port[2].

- Dimanche 31 janvier 2010, Mogadiscio : : Violents combats à l'artillerie : au moins 12 morts de civils.

### Février 2010
- Mardi 2 février 2010 :
  - Selon le Haut commissariat de l'ONU pour les réfugiés, les combats dans le centre de la Somalie entre les forces gouvernementales et les rebelles islamistes ont été particulièrement meurtriers en janvier, avec un bilan de 258 morts et 253 blessés parmi les civils.
  - Le mouvement islamiste Shebab annonce dans un communiqué s'être allié à un autre groupe rebelle appelé Kamboni. Ensemble, ils ont « décidé de rejoindre le djihad international d’Al-Qaïda » et a prêté officiellement allégeance à la mouvance Al Qaïda dans sa « guerre sainte ».

- Mercredi 10 février 2010, Mogadiscio : Des centaines d'habitants commencent à fuir la capitale en ruines dans la crainte d'une vaste offensive annoncée par le gouvernement, avec le soutien de la force de paix de l'Union africaine, contre les insurgés islamistes Shebab. Soutenu à bout de bras par la communauté internationale, le gouvernement ne contrôle qu'une petite partie de la capitale, essentiellement grâce aux 5 000 militaires burundais et ougandais de l'Amisom.

- Samedi 13 février 2010, Mogadiscio : Les insurgés islamistes radicaux Shebab ont fait fouetter en public trois jeunes gens, deux hommes et une femme âgés d'une trentaine d'années, coupables d'avoir regardé des vidéos pornographiques sur leur téléphone portable. Ils ont également été condamnés à 25 jours de prison. Un nombre croissant de personnes sont arrêtées pour avoir regardé des films considérés comme illicites par les Shebab.

- Lundi  15 février 2010, Mogadiscio : Un attentat à la voiture piégée  près de l'hôtel Ambassador, contre le secrétaire d'État à la Défense et chef de guerre Youssuf Mohamed Siad, dit « Indho Ade », cause la mort d'au moins 2 personnes civiles. Le ministre et sa suite sont indemnes. À la tête d'une puissante milice, « Indho Ade » est l'un des chefs de guerre les plus influents du pays et un des rares ex-seigneurs de guerre à jouer un rôle important au sein de l'appareil sécuritaire du gouvernement de transition somalien[3].

- Dimanche 28 février 2010 : Les islamistes extrémistes Shebab Al-Mujahideen, qui contrôlent la plus grande partie du centre et du sud de la Somalie, interdisent désormais la distribution d'aide du Programme alimentaire mondial en Somalie, au risque d'aggraver la situation humanitaire de ce pays. Ils reprochent à l'aide apportée par l'agence onusienne de désavantager les agriculteurs locaux et d'être politiquement motivée. Le Programme alimentaire mondial avait déjà été contraint d'annoncer début janvier la suspension de ses activités dans le sud de la Somalie, dénonçant la multiplication des « attaques et menaces » dont il était victime[4].

### Mars 2010
- Mercredi 3 mars 2010, Mogadiscio : Violents affrontements : mort de 4 rebelles islamistes et de 10 civils, dont 1 enfant, et 39 blessés.

- Mercredi 10 mars 2010 :
  - Mogadiscio : D'intenses combats entre forces gouvernementales et insurgés islamistes. Des militants shebab ont attaqué les positions des forces régulières dans le nord de la ville, avec de l'artillerie lourde. Des batteries anti-aériennes sont également entrées en action. Le gouvernement et la force de paix de l'Union africaine en Somalie (Amisom) se préparaient ces derniers jours à lancer une offensive majeure pour reprendre le contrôle de Mogadiscio et d'autres régions du centre et du sud de la Somalie, et en déloger les insurgés islamistes.
  - Selon un rapport au Conseil de sécurité du Groupe de contrôle (Monitoring group) de l'ONU sur la Somalie, près de 50 % de l'aide alimentaire distribuée par l'ONU en Somalie est détourné par des partenaires locaux corrompus, des employés onusiens et des miliciens islamistes. « Le Programme alimentaire mondial (PAM) est le principal fournisseur de nourriture dans le pays, avec près de 60 % du budget annuel humanitaire de l'ONU pour ce pays, soit 485 millions de dollars sur 850 millions » mais « le système offre de nombreuses possibilités de détournement tout le long de la chaîne de distribution » précisant que « les pourcentages varient, mais des sources estiment approximativement que 30 % de l'aide est détournée par des partenaires locaux du PAM et les personnels de l'agence onusienne, 10 % par les transporteurs routiers, et 5 à 10 % par les groupes armés qui contrôlent la zone » le reste de la nourriture est effectivement distribué aux populations[5].

- Jeudi 11 mars 2010, Mogadiscio : Depuis le début des combats, mercredi, au moins 20 civils ont trouvé la mort.

- Dimanche 14 mars 2010 : Selon le Groupe de contrôle de l'ONU sur la Somalie, « le gouvernement érythréen a continué de fournir une assistance politique, diplomatique, financière, et un soutien militaire présumé aux groupes d'opposition armée » en 2009 en violation de l'embargo sur les armes (résolution 1844) et malgré de nouvelles sanctions imposées en décembre 2009 contre l'Érythrée. Selon les experts, « en réponse à la pression internationale, l'échelle et la nature du soutien érythréen ont diminué, ou est devenu moins visible, mais n'a en tout cas pas cessé »[6].

### Avril 2010
- Jeudi 1er avril 2010, Mogadiscio : Violents combats à l'artillerie lourde : mort de 20 civils et au moins 26 blessés.

- Lundi 12 avril 2010, Mogadiscio : Violents combats à l'artillerie lourde : mort d'au moins 16 civils et au moins 55 blessés. Plusieurs enfants figurent parmi les victimes.

- Mardi 13 avril 2010, Mogadiscio : L'Union nationale des journalistes somaliens (UNSOJ) annonce que les 14 radios de la capitale se sont pliées, sous la pression, à un récent ultimatum des insurgés islamistes radicaux interdisant la diffusion de toute forme de musique[7].

- Dimanche 25 avril 2010, Somaliland : Des pluies torrentielles ont provoqué des inondations et causé la mort d'au moins 11 personnes depuis la veille, la plupart en raison d'immeubles effondrés ou prisonniers de leur voiture emportée par les flots[8].

### Mai 2010
- Samedi 1er mai 2010, Mogadiscio : Deux explosions survenues dans un marché causent la mort d'au moins 25 personnes et fait des dizaines de blessées.

- Dimanche 2 mai 2010 : Les insurgés islamistes du Hezb al-Islam s'emparent sans rencontrer de résistance de la localité de Harardere, petit port de pêche à 500 km au nord de Mogadiscio devenu ces deux dernières années l'un des principaux repaires de pirates somaliens et l'une des « capitales » mondiales de la piraterie. Ils annoncent y appliquer désormais la charia (loi islamique) et mettre fin à la piraterie : « Harardere fait désormais partie des villes de Somalie où la Charia islamique est appliquée […] La raison pour laquelle nous sommes venus à Harardere, c'est pour y planter le drapeau islamique. Il n'y aura plus de piraterie ou d'activité criminelle de quelque sorte. À partir de ce jour, les gens obéiront à la loi islamique […] Notre présence va changer l'image de cette ville et de ses habitants, que les bandits ont détruite. Nous avons amené avec nous le Saint Coran, et tous ceux qui tenteront de s'opposer à la Charia mourront au fil de l'épée des moujahidines […] Aucun obstacle à la mise en œuvre de la Charia ne sera toléré »[9].

- Mercredi 5 mai 2010 : Des insurgés islamistes du Hezb al-Islam ont attaqué un centre de santé de Médecins sans frontières à Hawo-Abdi, localité à une vingtaine de kilomètres au sud de Mogadiscio. Les gardes assurant la sécurité de ce centre ont riposté et de violents combats ont eu lieu. Les attaquants ont réussi à pénétrer dans le centre, tuant un garde de sécurité et arrêtant brièvement une vingtaine d'employés locaux de l'organisation humanitaire. Du matériel médical a été dérobé.

- Mercredi 12 mai 2010, Mogadiscio, violents affrontements : mort de 9 personnes, dont 6 civils, et 31 blessés.

- Dimanche 15 mai 2010, Mogadiscio, violents affrontements : mort de 11 personnes civiles et 52 blessés. Les islamistes shebab ont déclenché les hostilités en ouvrant le feu en direction du Parlement somalien récemment reconstruit, dans lequel se tenait la première session des parlementaires depuis vingt ans. D'autre part une base shebab a été reconquise par les forces de l'Amisom et pro-TFG.

- Lundi 16 mai 2011, Mogadiscio, violents affrontements : Six membres de la milice pro-gouvernementale Ahlu Sunna wal Jamaa ont été tués et douze autres blessés dans une attaque des insurgés shebab contre une mosquée du district d'Howlwadag[10].

- Vendredi 21 mai 2010 :
  - Des combats ont eu lieu dans le district de Buhudle (nord) causant la mort de 12 civils somaliens. Les forces éthiopiennes qui occupaient le secteur depuis deux semaines ont affronté la population civile armée.
  - Mogadiscio : Des dizaines d'islamistes insurgés shebab, lourdement armés, ont attaqué les locaux d'une radio indépendante, radio Somaliweyn, où ils se sont emparés d'un émetteur FM et de 3 ordinateurs, ont indiqué des journalistes de la radio et des témoins.

- Samedi 22 mai 2010 :
  - Ouverture de la Conférence internationale sur la reconstruction de la Somalie, qui s'est ouverte à Istanbul (Turquie). Cette conférence est destinée à définir les moyens de mettre un terme à l'anarchie qui règne dans le pays et à restaurer un gouvernement stable. Les questions de sécurité, à l'instar de la piraterie, seront ainsi abordées. La conférence est également considérée comme une plate-forme pour le secteur privé somalien, les sociétés internationales et les gouvernements, dans le but de développer de nouvelles initiatives pour la reconstruction du pays et la création d'emplois.
  - Mogadiscio : Violents affrontements : mort d'au moins 14 personnes civiles  et 25 blessés. en ont blessé 25 autres, à la suite d'une importante attaque des shebab en direction du palais présidentiel et sur plusieurs positions gouvernementales dans le nord de la capitale somalienne, dans les quartiers de Shibis et Bondhere.

### Juin 2010
- Mercredi 2 juin 2010 : Affrontements, à Marergur et Gadon (en) deux villes de la région de Galmudug (centre), entre miliciens du groupe Ahlu Sunna Waljamaca, alliés au gouvernement, et insurgés islamistes : au moins 24 morts et une cinquantaine de blessés. Les Shebabs cherchent à étendre la zone sous leur contrôle, à partir de leurs bastions du sud, en direction de la région du Puntland (nord-est).

- Jeudi 3 juin 2010, Mogadiscio : Violents combats : 21 morts civils et une soixantaine de blessés. Parmi les combattants, la force de paix africaine compte 2 morts et 5 blessés.

- Mardi 8 juin 2010 : Naufrage d'un bateau transportant des émigrés clandestins somaliens au large de la province de Cabo Delgado, faisant 9 morts et 40 disparus. 33 passagers ont pu être sauvés.

- Mercredi 9 juin 2010 : L'explosion d'un engin piégé dissimulé au bord de la route sous un amas de détritus, dans le quartier d'Afasiyoni (sud de Mogadiscio), cause la mort d'un moins 6 personnes dont 5 membres des forces de sécurité gouvernementales et blesse 2 autres civils.

- Jeudi 26 juin 2010 : La région indépendantiste du Somaliland a organisé ses premières élections présidentielles qui ont vu la victoire du chef de l'opposition, Ahmed Mohamed Silanyo. L'ancien opposant l'a emporté face au président sortant Dahir Riyale Kahin, avec près de 50 % des voix contre 33 %. Ce territoire, bordant le golfe d'Aden et peuplé de 3,5 millions d'habitants, a proclamé son indépendance en 1991 mais n'est toujours pas été reconnu au niveau international. Cependant les Shebabs, alliés à Al-Qaida, refusent un Somaliland indépendant, et ont continué à mener des opérations sanglantes sur ce territoire. En octobre 2008, une vague d'attentats-suicides synchronisés s'était soldée par 24 morts au moins[11].

### Juillet 2010
- Lundi 5 juillet 2010 :
  - Le président Sharif Ahmed, lors d'un sommet extraordinaire de l'Autorité intergouvernementale pour le développement regroupant six pays d'Afrique de l'Est, lance un appel à l'aide militaire aux pays voisins et appelle à « redoubler les efforts » contre les insurgés islamistes shebabs qui tiennent une grande partie de son pays, car « la Somalie est aux mains d'Al-Qaida et de groupes extrémistes ». Alors que, dans la pratique, le pays n'a plus de gouvernement central depuis 1991, ces dernières semaines ont vu l'intensification des combats à Mogadiscio opposant les insurgés shebabs, qui ont fait allégeance à Al-Qaida, aux forces gouvernementales soutenues par la force de l'Union africaine en Somalie (Amisom). Le président appelle la communauté internationale à « tenir ses promesses » d'appuis financier et militaire, à poursuivre l'entraînement des forces gouvernementales et à fournir plus d'aide aux réfugiés somaliens : « Je voudrais vous dire que  la Somalie traverse l'une des phases les plus dangereuses de ces derniers temps, et nous demandons de redoubler d'efforts pour mettre sur pied une stratégie militaire efficace. La question somalienne requiert un traitement urgent ».
  - Au moins quarante civils ont été tués la semaine dernière, dont douze dimanche lors de nouveaux combats à Mogadiscio, alors que les insurgés islamistes poches d'Al-Qaida ont attaqué plusieurs bâtiments abritant des troupes de l'armée somalienne et de leurs alliés de l'Amisom[11].

- Mardi 6 juillet 2010, Mogadiscio : Violents affrontements : au moins 16 morts, dont 2 soldats gouvernementaux, 3 civils et 11 islamistes.

- Mercredi 7 juillet 2010 : Deux jeunes Somaliens ont été tués et trois autres blessés, dans la localité d'Elasha Biyaha près de Mogadiscio, par des inconnus, par une grenade lancée sur eux alors qu'ils regardaient en groupe à la télévision la demi-finale du Mondial Espagne-Allemagne. Les islamistes insurgés shebab ont interdit aux jeunes de regarder la Coupe du monde de football en groupe à la télévision, un passe-temps jugé « anti-islamique »[12].

- Mercredi 14 juillet 2010 : Le président ougandais, Yoweri Museveni, souhaite que les effectifs de la force de l'Union Africaine en Somalie montent jusqu'à 20 000 hommes pour « éliminer les terroristes » islamistes shebab, qui ont fait allégeance à al-Qaida et ont revendiqué le double attentat ayant fait 73 morts dimanche soir à Kampala. Le président a également réitéré son intention de demander qu'un mandat plus offensif soit donné à l'AMISOM. « Nous étions à Mogadiscio pour seulement garder le port, l'aéroport et la présidence. Maintenant ils nous ont motivés pour aller les chercher. Nous allons passer à l'offensive pour ce qu'ils viennent de faire »[13].

- Dimanche 18 juillet 2010 : Un travailleur humanitaire somalien, travaillant pour une organisation de l'ONU spécialisée dans le déminage, et son chauffeur, sont kidnappés par des inconnus armés, vers la banlieue de Teredishe. Les insurgés islamistes ont interdit en décembre 2009 les activités de l'ONG Mine Action dans le sud du pays, au motif qu'elle aurait notamment « incité […] à la rébellion contre l'administration islamique ».

- Lundi 19 juillet 2010, Mogadiscio : Violents affrontements : au moins 14 morts.

- Mercredi 21 juillet 2010, Mogadiscio : Violents affrontements : 2 soldats ougandais de l'AMISON ont été tués et 3 autres blessés. L'Union africaine espère mobiliser rapidement 2 000 à 4 000 soldats de plus en Somalie avec mission d'aller au combat contre les islamistes shebab. L'Ouganda devrait rapidement envoyer 2 000 soldats supplémentaires et la Guinée 800.

- Dimanche 25 juillet 2010 : Le président ougandais Yoweri Museveni annonce, à l'ouverture d'un sommet de l'Union Africaine à Kampala, plusieurs « arrestations » de responsables du double attentat du 11 juillet. Il appelle l'Union africaine à « agir de concert pour chasser d'Afrique » les « terroristes » islamistes étrangers « qui peuvent et doivent être vaincus » ajoutant « qu'ils repartent en Asie et au Moyen-Orient, d'où certains viennent d'après ce que je comprends », faisant ainsi porter plus spécifiquement la responsabilité du double attentat sur les jihadistes étrangers qui ont renforcé ces derniers mois les rangs des insurgés shebab en Somalie.

- Lundi 26 juillet 2010, Mogadiscio : Violents affrontements dans les quartiers nord de Bondere et Shibis : au moins 11 morts (4 civils, 4 islamistes, 3 soldats) et 13 blessés.

- Mardi 27 juillet 2010 :
  - L'Union africaine annonce avoir recueilli des engagements de la part de ses membres d'envoyer un total de 4 000 hommes en renfort à sa force en Somalie. Les six pays membres de l'organisation est-africaine Igad (Autorité inter-gouvernementale pour le développement) ont promis 2 000, la Guinée un bataillon (environ 800 hommes) et Djibouti s'est également engagé à fournir des renforts au nombre non précisé. La force de l'UA en Somalie est actuellement composée d'un peu plus de 6 000 hommes, 3 500 Ougandais et 2 500 Burundais, et le mandat de l'ONU la concernant prévoit qu'elle soit constituée au maximum d'un peu plus de 8 000 hommes. Selon le président de la Commission de l'UA : au cas où les contributions de ses États membres dépasseraient le plafond maximum autorisé, il y a une demande de relever ce plafond de 8 000 et d'aller peut-être à 15 000[14].
  - La Commission européenne annonce avoir alloué 35 millions d'euros en faveur des victimes des conflits et catastrophes naturelles en Somalie. Les fonds accordés doivent permettre de financer une série d'interventions de secours dans les secteurs de la nutrition, de la santé, de l'eau et l'assainissement, du logement, de la réduction des risques de catastrophe. Selon les estimations, quelque 3,2 millions de personnes, soit 42 % de la population somalienne, auraient besoin d'une assistance humanitaire d'urgence et de moyens de subsistance.

- Mercredi 28 juillet 2010, Mogadiscio : Violents affrontements : au moins 17 civils morts.

### Août 2010
- Lundi 2 août 2010 : La Commission européenne verse 15 millions d'euros pour venir en aide à la population somalienne vivant dans les camps de Dadaab, au Kenya. Il s'agit des plus grands camps de réfugiés au monde, qui accueillent plus de 278 000 personnes. Ce financement permettra de construire une nouvelle extension prévue pour accueillir 100 000 personnes supplémentaires sur des terrains attribués par les autorités kényanes.

- Vendredi 13 août 2010, Puntland : Des combats ont opposé les forces de sécurité de la région autoproclamée autonome à des milices islamistes du seigneur de guerre local, Mohamed Said Atom, près des montagnes de Galgala, faisant 6 morts (4 islamistes et 2 soldats), trois autres ont été blessés.

- Vendredi 20 août 2010, Mogadiscio : Trois explosions ont eu lieu dans le quartier de Barubah (sud) un bastion des insurgés islamistes. Selon des habitants du quartier, une des maisons détruites abritait un atelier clandestin de véhicules piégés. Dans la nuit précédente, un militant shebab a trouvé la mort dans l'explosion prématurée d'un engin piégé qu'il était en train de dissimuler au bord d'une route.

- Lundi 23 août 2010, Mogadiscio : Violents affrontements faisant au moins 11 morts et 53 blessés.

- Mardi 24 août 2010 : Violents affrontements à Holwadag, Hodan et Bondhere faisant 29 civils tués. D'autre part l'hôtel Mona à Mogadiscio a été attaqué : 30 personnes y ont été tués dont 6 parlementaires.

- Mercredi 25 août 2010, Mogadiscio : Violents affrontements à l'arme automatique et au mortier : au moins 65 civils morts et 100 blessés depuis lundi. Un journaliste somalien de 60 ans, directeur de Radio Hurma, a été tué alors qu'il installait un émetteur sur le toit de sa station.

- Vendredi 27 août 2010, Mogadiscio : Violents affrontements à l'arme automatique et au mortier, dans les quartiers de Sigale et de Bakara, faisant au moins 11 morts civils, pour un total d'au moins 80 tués depuis lundi.

- Lundi 30 août 2010 :
  - Mogadiscio : Violents affrontements à l'arme automatique et au mortier, vers l'avenue Maka al-Mukarama, axe routier stratégique. Au moins 6 combattants sont morts dont 4 soldats ougandais de la force de paix de l'Union africaine sont tués par un tir de mortier.
  - Le président Sharif Ahmed appelle la communauté internationale à soutenir « d'urgence » le gouvernement fédéral de transition (TFG), toujours plus menacé après une récente offensive des insurgés islamistes shebab à Mogadiscio. Cette déclaration intervient après une semaine de violents combats à Mogadiscio où les shebab qui contrôlent la plus grande partie de la ville, ont lancé une offensive majeure contre les forces gouvernementales et la force de l'Union africaine (Amisom). Ils ont progressé en direction du Parlement, à proximité directe de la présidence Villa Somalia.

### Septembre 2010
- Jeudi 9 septembre 2010, Mogadiscio : Attentat à la voiture piégée contre l'entrée principale de l'aéroport de Mogadiscio qui abrite la principale base et le quartier général de l'Amisom actuellement forte de 7 200 soldats.

- Lundi 20 septembre 2010, Mogadiscio : Attentat à la veste explosive par un kamikaze dans le périmètre de la présidence somalienne sans faire de victimes, alors qu'un convoi de la mission de l'Union africaine. Il a fait exploser sa bombe après avoir été abattu par des gardes.

- Mardi 21 septembre 2010 :  Le premier ministre Omar Abdirashid Sharmarke annonce sa démission pour mettre fin aux divisions actuelles à la tête du gouvernement de transition, « étant dans l'incapacité de travailler avec le président » du TFG Sharif Ahmed. Le TFG, dont l'autorité dans le pays se limite à quelques quartiers de Mogadiscio face aux insurgés islamistes shebab, est paralysé depuis plusieurs semaines par de profondes divisions entre les deux dirigeants.

- Jeudi 23 septembre 2010, Mogadiscio : Violents affrontements à l'artillerie dans plusieurs quartiers de la capitale — Bakara, Hodan et Holwadag (sud), Bondhere et Shibis (nord) — faisant au moins 19 morts et 86 blessés. Des femmes et des enfants figurent parmi les victimes[15].

- Dimanche 26 septembre 2010 : Un petit bateau transportant 85 passagers (75 éthiopiens et 10 somaliens), vers le Yémen, a chaviré dans le golfe d'Aden. Malgré la présence du  contre-torpilleur américain « Winston Churchill », 13 personnes ont péri noyés et 8 autres sont portées disparues[16].

### Octobre 2010
- Samedi 2 octobre 2010, Mogadiscio : Violents affrontements au mortier contre le palais présidentiel et l'aéroport de la capitale, peu après l'atterrissage de l'avion du président Sharif Ahmed. Au moins sept civils, dont deux femmes, ont été tués et 31 autres blessé.

- Jeudi 14 octobre 2010 : Le président Sharif Ahmed a nommé un nouveau premier ministre, Mohamed Abdullahi Mohamed pour remplacer Omar Abdirashid Ali Shermarke, qui a démissionné le mois dernier en raison d'un désaccord de longue date avec le chef de l'État.

- Dimanche 17 octobre 2010 : Une milice pro-gouvernementale, dirigée par un chef de guerre local et récemment entraînée avec le concours de l'Éthiopie, a repris le contrôle de la ville  de Bulo Hawo (sud-ouest) aux shebab, avec le soutien d'éléments d'une milice armée soufie, Ahlu Sunna wal Jamaa. La ville est située à quelques kilomètres des frontières kényane et éthiopienne.

- Mercredi 20 octobre 2010 : Le consultant en sécurité britannico-zimbabwéen, Frans Barnard, sous contrat avec l'ONG britannique Save the Children-UK, kidnappé jeudi dernier à Adado (centre) par des hommes armés, a été libéré par ses ravisseurs après paiement d'une rançon de « 100 000 dollars »[17].

- Mardi 26 octobre 2010 : De violents affrontements la semaine dernière dans la ville de Bulo Hawo (sud-ouest) près de la frontière du Kenya, opposant une milice alliée au gouvernement aux insurgés shebab, ont poussé quelque 60 000 Somaliens à abandonner leur foyer. « La plupart des déplacés ont fui vers les villages voisins et certains ont traversé la frontière kényane » pour se diriger notamment vers la ville frontalière de Mandera (nord). Ces combats, ainsi que ceux, récents, de Beledweyne plus au nord, ont ouvert de nouveaux fronts et ont eu pour conséquence d'étirer les forces des shebab qui se concentraient essentiellement sur la bataille de Mogadiscio[18].

- Mercredi 27 octobre 2010 : Les islamistes shebab ont exécuté par balles, à Beledweyne (centre), deux jeunes filles jugées coupables d'espionnage devant plusieurs centaines de personnes. Des dizaines d'autres personnes sont détenues à Beledweyne pour le même motif d'espionnage et encourent la même peine.  La ville a été le théâtre de violents combats ce mois-ci entre les islamistes shebab et des forces pro-gouvernementales[19].

- Dimanche 31 octobre 2010, Mogadiscio : de violents combats ont fait 12 morts civils et combattants, après que les insurgés shebab ont attaqué dans la soirée plusieurs positions tenues par les forces gouvernementales et les soldats ougandais de l'Amisom dans le nord de la capitale somalienne, entraînant des combats à l'artillerie lourde pendant environ une heure. Trois soldats ont été tués et 6 autres blessés.

### Novembre 2010
- Samedi 27 novembre 2010 : Le Parlement somalien approuve la formation du gouvernement proposé par le nouveau premier ministre Mohamed Abdullahi Mohamed, après plusieurs semaines de controverses sur les modalités du vote. 251 députés ont voté la confiance au nouveau gouvernement sur plus de 343 députés présents à la séance. Le nouveau gouvernement compte 27 ministres et 18 vice-ministres, issus en majorité de la diaspora somalienne aux États-Unis et au Canada.

### Décembre 2010
- Mardi 7 décembre 2010 : Depuis la veille, au moins quinze personnes, en majorité des civils, ont été tuées  dans l'attaque d'un village des environs de la ville de Galkayo (centre) par une milice d'un clan voisin, à cause d'un conflit foncier.

- Lundi 20 décembre 2010 : L'explosion d'un engin piégé, près de l'académie militaire Jale Siyada, a tué 6 personnes, dont cinq soldats des forces gouvernementales.

- Jeudi 23 décembre 2010 : Les rebelles islamistes d'Al Chabaab annoncent vouloir intensifier leurs attaques contre l'Ouganda et le Burundi après leur alliance avec leurs anciens rivaux islamistes de l'Hizboul Islam. Les deux organisations islamistes unifiées contrôlent désormais l'essentiel du sud et du centre de la Somalie ainsi qu'une majeure partie de la capitale, Mogadiscio, où vit retranché le président Cheikh Charif Ahmed, soutenu par l'Occident et protégé par une force de maintien de la paix de l'Union africaine, composée de soldats ougandais et burundais et qui devrait passera bientôt de 8 000 à 12 000 soldats[20].

## Pirates somaliens

### Janvier 2010(pirates)
- Vendredi 1er janvier 2010 :
  - Des pirates capturent, dans le golfe d'Aden, le chimiquier indonésien Pramoni, de 20 000 tonnes, avec ses 24 membres d'équipage (17 Indonésiens, 5 Chinois, un Nigérian et un Vietnamien).
  - Des pirates capturent, dans le golfe d'Aden, le cargo britannique « Asian Glory » avec ses 25 membres d'équipage (8 Bulgares, dont le capitaine, Ukrainiens, Roumains et Indiens). Le bateau transportait des automobiles de Singapour vers Jeddah en Arabie saoudite.

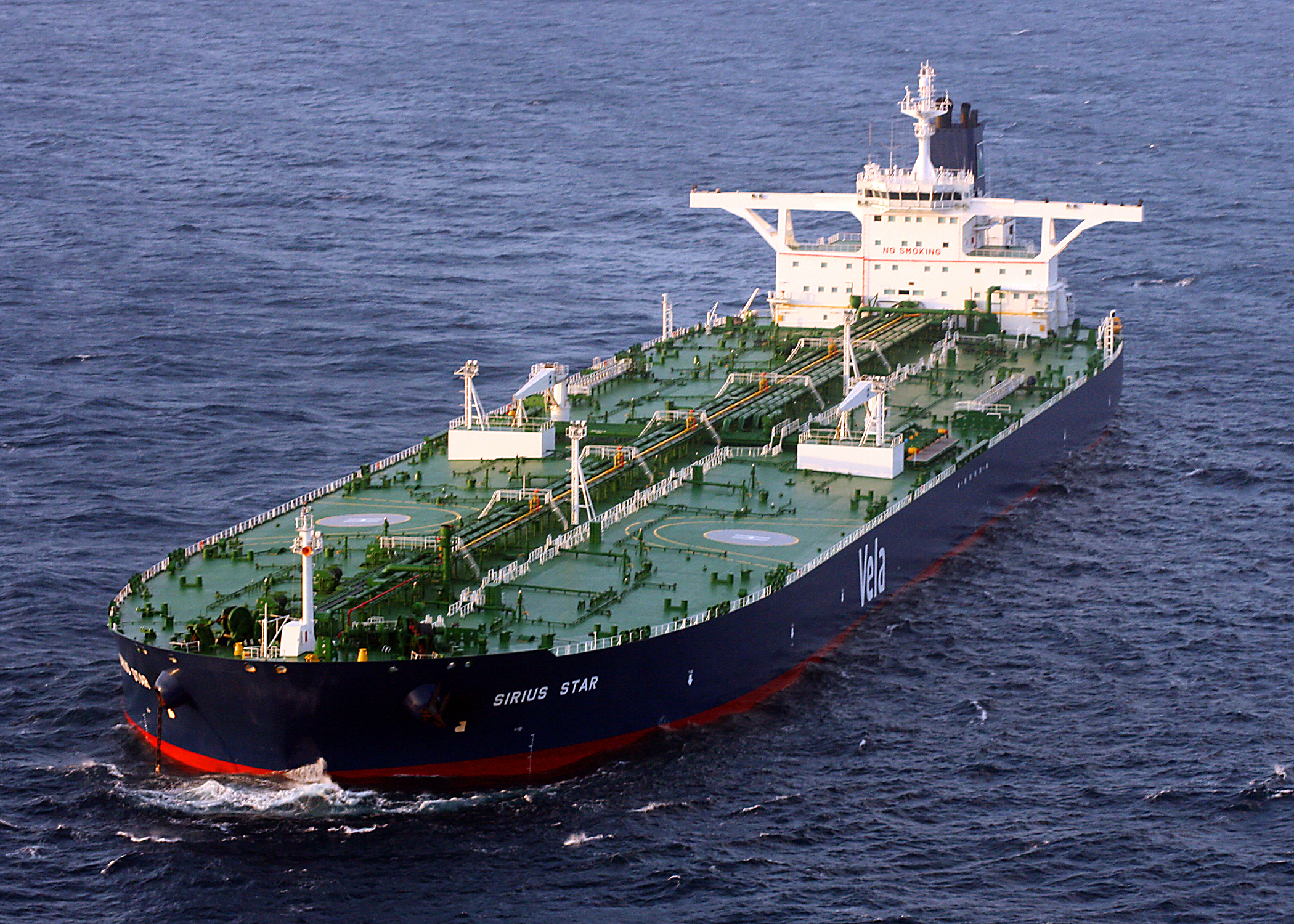
Sirius Star
(novembre 2008)

- Samedi 9 janvier 2010 : Les pirates ont libéré le superpétrolier grec, Sirius Star, après le versement d'une rançon de 8 millions de dollars.

- Lundi 18 janvier 2010 : Les pirates ont libéré le superpétrolier grec, « Maran Centaurus », après le versement d'une rançon de neuf millions de dollars, ce qui a entraîné de violents combats dans le village côtier de Harardhere (300 km au nord de Mogadiscio) entre deux groupes de pirates rivaux mais qui appartiennent toutefois au même clan.

- Vendredi 29 janvier 2010 : La Chine a accepté de coopérer avec la coalition navale internationale qui patrouille dans le golfe d'Aden et l'océan Indien pour combattre la piraterie au large de la Somalie. La coalition comprend une flottille de l'OTAN, la force « Atalante » de l'Union européenne et les Forces maritimes combinées (CMF) dirigées par les États-Unis. La Chine et la coalition navale internationale, se sont « mises d'accord sur des modalités de coopération ».

### Février 2010(pirates)
- Mercredi 3 février 2010 : Des pirates se sont emparés, dans le golfe d'Aden, d'un cargo libyen de 4,800 tonnes, le « RIM », battant pavillon nord-coréen, avec 10 membres d'équipage (9 Syriens et un Roumain).

- Vendredi 5 février 2010 : L'équipage de cargo slovène « Ariella », battant pavillon d'Antigua-et-Barbuda, et capturé par des pirates, avec 25 membres d'équipage à bord, a été libéré lors d'une prise d'assaut par des forces spéciales danoises de l'OTAN. L'équipage avait réussi à envoyer un message de détresse qui a été intercepté par les forces de la coalition internationale[21].

- Dimanche 14 février 2010 : Les autorités judiciaires annoncent qu'un tribunal de Berbera, principal port de la province semi-autonome du Somaliland, a condamné 11 Somaliens à 15 ans de prison chacun pour piraterie. Les onze hommes avaient été arrêtés en décembre dernier et inculpés d'actes de piraterie et de tentative d'enlèvement armé.

- Mardi 23 février 2010 :
  - Un cargo japonais, le « MV Apl Finland », battant pavillon du Panama a échappé à une tentative d'attaque par des pirates somaliens dans le Golfe d'Aden grâce à l'intervention d'un navire de guerre turc, le « TCS Gemlik », opérant dans le cadre de la force multinationale CTF 151.
  - À ce jour, 7 navires sont aux mains des pirates et 160 membres d'équipage sont en captivité, selon le département d'État américain.
  - Un bateau tanzanien, le « MV Barakaale 1 », a échappé à une tentative d'attaque par des pirates somaliens dans le Golfe d'Aden grâce à l'intervention d'un navire de guerre américain, le « USS Farragut » qui a capturé les 8 pirates en les bloquant avec un hélicoptère de combat « Seahawk » qui a contraint le skiff pirate à s'arrêter avec des tirs d'avertissement.

- Jeudi 25 février 2010 : Les pirates ont capturé un cargo indien, le « Abdul Razak », avec 9 membres d'équipage, tous de nationalité indienne, alors qu'il faisait la liaison entre Kandala (en Inde) et Dubaï. Le navire se dirigerait vers Garacad, village côtier du nord-est de la Somalie, où sévit un gang notoire.

- Vendredi 26 février 2010 : Les pirates ont relâché contre rançon le cargo-chimiqier indonésien « Pramoni », battant pavillon de Singapour. Capturé le 1er janvier avec ses 24 membres d'équipage, il était ancré dans le port somalien de Eyl.

- Dimanche 28 février 2010 : Les pirates ont relâché contre rançon le cargo-chimiqier grec « Navios Apollon », battant pavillon de Panama. Il avait été capturé le 29 décembre dernier avec ses 19 membres d'équipage.

### Mars 2010(pirates)
- Lundi 1er mars 2010 : Les pirates ont capturé un petit pétrolier saoudien, le « Al Nisr Al Saudi », avec ses 14 membres d'équipage (un capitaine grec et 13 marins sri-lankais), alors qu'il revenait à vide vers Jeddah après avoir livré sa cargaison de pétrole au Japon.

- Vendredi 5 mars 2010 :
  - Les pirates ont capturé, au large de Madagascar, un cargo norvégien, l'« UBT Ocean », battant pavillon des Îles Marshall, avec 21 membres d'équipage, tous de nationalité birmane, alors qu'il faisait route entre les Émirats arabes unis et la Tanzanie.
  - 22 pirates ont été capturés dans deux opérations par la frégate française Nivôse participant à l'opération Atalante. La première opération a permis l'interception d'un bateau-mère, de deux skiffs rapides d'assaut et leurs 11 pirates pistés après une tentative d'attaque contre le bâtiment hydro-océanographique « Beautemps-Beaupré », à 180 milles nautiques à l'est de Mogadiscio. La deuxième opération, à 90 nautiques plus au sud, a aussi permis de neutraliser un bateau-mère, deux skiffs rapides et 11 autres pirates[22].
  - Six pirates dont l'embarcation avait chaviré ont été secourus par des pêcheurs français du thonier « Talenduic » qu'ils avaient attaqués. Mais ce bateau, comme tous les thoniers français opérant dans cette zone dangereuse, avait à son bord des militaires embarqués qui ont repoussé l'abordage et « dans leur fuite, deux bateaux pirates ont chaviré ».

- Samedi 6 mars 2010 : La frégate française Nivôse a intercepté à nouveau deux pirates et un bateau-mère.

- Dimanche 7 mars 2010 :
  - Les pirates ont relâché contre rançon le bateau de pêche thaïlandais « Thai Union 3 ». Capturé le 29 octobre dernier avec ses 27 membres d'équipage, il était ancré dans le port somalien de Heradeere, situé à 300 kilomètres au nord de la capitale. Il avait à son bord 23 marins russes, 2 Philippins et 2 Ghanéens.
  - La frégate française Nivôse a intercepté à nouveau onze pirates, un bateau-mère et deux skiffs, opérant au large des côtes de Somalie, lors d'une action combinée de la frégate française, du pétrolier-ravitailleur italien « Etna », navire amiral de l'opération européenne Atalante menée dans le golfe d'Aden, ainsi qu'un avion espagnol de patrouille maritime.

- Mardi 9 mars 2010 : Les pirates ont capturé un bateau de pêche, le «  MV Sakoba », battant pavillon kényan avec 16 membres d'équipage à bord, et qui pourrait être utilisé comme « bateau-mère » pour lancer de nouvelles attaques dans l'océan Indien. Le capitaine est espagnol et les quinze autres marins à bord sont originaires du Kenya, de Pologne, du Sénégal, du Cap-Vert et de Namibie.

- Mercredi 10 mars 2010 : Huit Somaliens arrêtés le 11 novembre 2008 par un bâtiment britannique dans le golfe d'Aden ont été condamnés pour piraterie à vingt ans de réclusion par une juridiction de Mombasa. Le Kenya est le premier pays d'Afrique orientale à avoir accepté de juger des pirates arrêtés en dehors de ses eaux territoriales et il devrait être bientôt rejoint en cela par les Seychelles. Ils avaient été arrêtés par le HMS Cumberland après un échange de tirs au cours duquel deux pirates présumés avaient été tués[23].

- Samedi 13 mars 2010 : La marine française remet 24 pirates somaliens aux autorités de la région semi-autonome du Puntland.

- Mardi 16 mars 2010 : La frégate néerlandaise Tromp a désarmé en trois jours 22 pirates et plusieurs petites embarcations, dans le cadre de la mission européenne Atalante.

- Samedi 20 mars 2010, Puntland : Un tribunal de Bosaso condamne à six ans de prison chacun, 22 pirates capturés la semaine précédente par la marine française. Six nouveaux pirates ont été remis aujourd'hui aux autorités par la marine française.

- Mardi 23 mars 2010 : Les pirates ont capturé un cargo battant pavillon maltais avec un équipage turc.

- Samedi 27 mars 2010 : Les pirates ont abandonné un cargo comorien, capturé début mars et tombé en panne de carburant à 70 milles nautiques de Victoria, la capitale de l'archipel des Seychelles, et sans avoir touché de rançon. Tous les membres d'équipage sont sains et saufs.

- Dimanche 28 mars 2010 : Les pirates révèlent détenir depuis début février un cargo inconnu, propriété de la société libyenne « White Sea Shipping », mais battant pavillon nord-coréen, le « M/V RIM », petit cargo d'une capacité de 4,800 tonnes, pour lequel ils exigent une rançon de 3 millions de dollars pour sa libération menaçant dans le cas contraire d'exécuter les 10 membres de l'équipage syrien. Le programme d'assistance aux marins déclare ignorer la nature de la cargaison et la destination du navire qui n'avait pas été enregistré auprès des autorités chargées de surveiller cette zone de l'océan Indien[24].

- Lundi 29 mars 2010 :
  - Les pirates ont capturé un cargo battant pavillon du Panama, « l'Iceberg », avec 24 membres d'équipage, à 10 milles nautiques du port d'Aden.
  - Le ministre seychellois des Transports, Joel Morgan, annonce qu'un navire des garde-côtes des Seychelles a mené une opération contre des pirates, ouvrant le feu sur leur embarcation, un boutre capturé, et libérant 6 otages seychellois et 21 autres iraniens.

- Mardi 30 mars 2010 : L'unique bâtiment des garde-côtes des Seychelles, « le Topaz », a repoussé dans la nuit une attaque de pirates dans l'océan Indien, alors qu'ils pénétraient dans « la zone économique exclusive » de l'archipel, et coulé deux de leurs embarcations[25].

- Mercredi 31 mars 2010 :
  - Une frégate turque, « la Gelibolu », intercepte un canot dans le golfe d'Aden et arrête 9 pirates somaliens, alors que l'embarcation mercredi se trouvait dans le couloir de navigation conseillé aux cargos pour éviter les attaques. Depuis janvier, les pirates somaliens ont attaqué 32 navires, dont 7 ont été détournés et 8 navires sont actuellement détenus par les pirates.
  - Des pirates lourdement armés ont violemment attaqué sans succès le cargo nord-coréen « MV Chol San Bong Chong Nyon Ho » au large des côtes kényanes alors qu'il se dirigeait vers Mombasa. Lors des violences subies au moment de l'abordage 9 membres de l'équipage ont été blessés dont 4 grièvement.

### Avril 2010(pirates)
- Jeudi 1er avril 2010 : Une attaque des pirates contre le pétrolier, « MV Evita », battant pavillon de Sierra Leone, a été déjouée par un navire de guerre américain, l'« USS Farragut ». Un hélicoptère de guerre a détruit et fait couler le navire mère qui a servi de centre de commandement en mer à 3 embarcations des pirates, qui avaient tiré des coups de feu contre le pétrolier avec par des grenades autopropulsées pour l'obliger à s'arrêter.

- Dimanche 4 avril 2010 :
  - Le montant des rançons engrangées par les pirates somaliens au cours de l'année écoulée se monterait à environ 60 millions de dollars.
  - Les pirates ont capturé, au large des côtes somaliennes, un pétrolier sud-coréen, le « Samho Dream », un navire de 300 000 tonnes, avec 24 membres d'équipage (5 Sud-Coréens et 19 Philippins).
  - La force multinationale de protection (Combined Task Force 151) a réussi à empêcher les pirates somaliens de s'emparer du pétrolier danois « MV Torm Ragnhild » et à récupérer le boutre indien « Safina Al-Gayatri » qui servait de bateau-mère aux pirates et sur lequel étaient prisonniers ses 21 membres d'équipage. Un avion français et un navire turc ont participé à cette opération[26].

- Lundi 5 avril 2010 : La frégate « Tromp » de la marine néerlandaise a libéré le porte-conteneurs allemand « Taipan » attaqué par des pirates, à environ 900 km des côtes somaliennes. Les commandos de marine ont arrêté dix d'entre eux.

- Samedi 10 avril 2010 : Des pirates ont attaqué à l'arme légère un navire de guerre américain, l'« USS Ashland », opérant dans le Golfe d'Aden. Les 6 pirates ont été neutralisés et arrêtés.

- Dimanche 11 avril 2010 : Des pirates ont capturé un cargo des Seychelles, de 7 561 tonnes, battant pavillon de Saint-Vincent-et-les-Grenadines, la « Rak Afrikana »  à environ 280 milles nautiques à l'ouest des Seychelles. Cependant, il a dû s'arrêter en raison de problèmes de moteur.

- Dimanche 25 avril 2010 : Quatre navires ont échappé au large de l'île yéménite de Socotra, à des attaques de pirates somaliens armés d'armes automatiques et de lance-roquettes, « grâce à la vigilance de leur équipage ». Les navires attaqués étaient un pétrolier japonais de grande taille, un chimiquier malaisien, un vraquier indien et un chimiquier yéménite.

### Mai 2010(pirates)
- Samedi 1er mai 2010 : La frégate française « Atalante » coule un bateau mère et 2 esquifs, regroupant 11 pirates somaliens, à 450 milles marins au large de la côte somalienne. La nouvelle tactique des frégates européennes consiste à perturber au maximum les activités des pirates assez près des côtes, les empêchant ainsi de se rapprocher des voies maritimes où croisent les cargos qu'ils convoitent, mais dans les cas de ce genre, faute de flagrant délit ou de dénonciation par un témoin, les présumés pirates sont renvoyés libres en Somalie à bord d'un de leurs esquifs.

- Dimanche 2 mai 2010 : Les insurgés islamistes du Hezb al-Islam s'emparent sans rencontrer de résistance de la localité de Harardere, petit port de pêche à 500 km au nord de Mogadiscio devenu ces deux dernières années l'un des principaux repaires de pirates somaliens et l'une des « capitales » mondiales de la piraterie. Ils annoncent y appliquer désormais la charia (loi islamique) et mettre fin à la piraterie : « Harardere fait désormais partie des villes de Somalie où la Charia islamique est appliquée […] La raison pour laquelle nous sommes venus à Harardere, c'est pour y planter le drapeau islamique. Il n'y aura plus de piraterie ou d'activité criminelle de quelque sorte. À partir de ce jour, les gens obéiront à la loi islamique […] Notre présence va changer l'image de cette ville et de ses habitants, que les bandits ont détruite. Nous avons amené avec nous le Saint Coran, et tous ceux qui tenteront de s'opposer à la Charia mourront au fil de l'épée des moujahidines […] Aucun obstacle à la mise en œuvre de la Charia ne sera toléré »[9].

- Mercredi 5 mai 2010 : Des pirates capturent un pétrolier russe, le « MV Moscou Université », à la sortie du golfe d'Aden, à environ 350 milles nautiques à l'est de l'île yéménite de Socotra, alors qu'il faisait route vers la Chine. Il a été libéré dès le lendemain à la suite de l'intervention rapide du navire de guerre russe « Maréchal Chapochnikov ». Tous les membres d'équipage du pétrolier sont sains et saufs. Relâchés sur un petit bateau à 300 milles nautiques des côtes, les 10 pirates ont péri[27].

- Samedi 8 mai 2010 : Des pirates se sont emparés d'un chimiquier allemand et de son équipage au large d'Oman après avoir procédé à des tirs à l'arme automatique et de roquettes au cours d'un abordage spectaculaire.

- Mardi 11 mai 2010 : Des pirates se sont emparés dans le golfe d'Aden d'un chimiquier bulgare avec à son bord 15 membres d'équipage, tous de nationalité bulgare.

- Mercredi 12 mai 2010 :
  - Des pirates se sont emparés, à 250 milles nautiques au large des côtes du Sultanat d'Oman, d'un cargo vraquier grec, l'« Eleni P », battant pavillon libérien, avec 23 membres d'équipage, dont 19 Philippins et 4 Européens. Le cargo se rendait d'Ukraine en Chine avec une cargaison de minerai de fer.
  - Plus de 400 marins sont actuellement détenus par les pirates, le chiffre le plus élevé depuis que la piraterie somalienne s'est développée en 2007.

- Mardi 18 mai 2010 : Un tribunal de Sanaa (Yémen) a condamné à la peine capitale 6 pirates somaliens pour des actes de piraterie qui avaient fait 2 morts.

- Mercredi 19 mai 2010 : Un tribunal d'Aden (Yémen) a condamné à 10 de prison chacun 10 pirates somaliens  pour tentative de détournement d'un cargo dans les eaux yéménites.

- Samedi 22 mai 2010 : La chef de la diplomatie de l'Union européenne, Catherine Ashton, lors d'une visite aux Seychelles, appelle à une plus large mobilisation des pays de la région contre la piraterie dans l'océan Indien. Le Kenya et les Seychelles sont à ce jour les deux seuls pays du littoral de l'océan Indien à avoir conclu des accords avec l'UE pour détenir préventivement et poursuivre en justice les présumés pirates appréhendés par la force navale européenne Atalante. Mais ces deux pays se sont depuis plaints de la lourdeur et du coût induits par ces poursuites. La plupart des pirates arrêtés par des navires de guerre étrangers ces dernières années au large de la Somalie ont été relâchés, soit en l'absence de preuve suffisante de leur culpabilité soit à cause de l'engorgement des systèmes judiciaires et pénitentiaires locaux[28].

### Juin 2010(pirates)
- Mercredi 2 juin 2010 : 
  - Des pirates se sont emparés, dans le golfe d'Aden, d'un cargo, le « Dubaï », battant pavillon panaméen, avec 24 membres d'équipage.
  - Les dix membres de l'équipage d'un cargo, le « RIM », capturé le 3 février dernier, ont réussi à reprendre le contrôle de leur cargo et à s'enfuir, après une bataille avec leurs ravisseurs, dont certains ont été tués. La cargo a par la suite été secouru, avant d'être rattrapé par les pirates, par la frégate espagnole « SPS Victoria ».

- Mardi 22 juin 2010 : Un sous-marin de l'armée néerlandaise va être le premier à participer, de fin septembre à fin novembre, à la lutte contre la piraterie au large des côtes somaliennes dans le cadre de la mission de l'OTAN.

- Lundi 28 juin 2010 : Des pirates se sont emparés, dans le golfe d'Aden, d'un cargo vraquier singapourien, le « Golden Blessing », avec 19 membres d'équipage chinois.

### Juillet 2010(pirates)
- Lundi 5 juillet 2010 : Des pirates se sont emparés, dans le sud de la Mer Rouge, dans le secteur nord du détroit de Bal El Mandeb, d'un petit chimiquier de 13 000, le « Motivator », battant pavillon des îles Marshall, avec 18 membres d'équipage philippins.

### Août 2010(pirates)
- Lundi 2 août 2010 : Des pirates se sont emparés, dans le golfe d'Aden, d'un cargo panaméen, « Le Suez », avec 23 membres d'équipage égyptiens, srilankais, indiens et pakistanais.

- Mardi 3 août 2010 : La frégate espagnole « Victoria » a réussi à déjouer l'attaque de pirates contre le chimiquier norvégien « Bow Saga » dans le golfe d'Aden et interpellé les sept assaillants à bord de leur chaloupe.

- Mercredi 4 août 2010 : Le député français Christian Ménard, qui prépare un rapport parlementaire sur la piraterie, affirme que, contrairement à l'ensemble des spécialistes de la question s'entendant pour dire qu'il n'existait aucun lien entre pirates et terroristes, les services de renseignements n'excluent plus l'existence de liens entre des pirates somaliens et le terrorisme islamiste représenté par les clans Shebab en Somalie et même des transferts d'argent suit au versement des rançons[29],[30].

- Mercredi 25 août 2010 : le Conseil de sécurité de l'ONU a débattu de l'épineux problème de l'incarcération et du jugement des personnes capturées lors d'actes de piraterie au large de la Somalie, sans prendre de décision. Les options, proposées dans le dernier rapport du secrétaire général de l'ONU, Ban Ki-moon, comprennent la création de chambres spéciales dans les instances judiciaires nationales, ou d'un tribunal régional, voire d'un tribunal international. Le Conseil de sécurité avait adopté fin avril une résolution appelant l'ensemble des États à criminaliser la piraterie et durcir les lois destinées à juger et emprisonner les pirates interpellés au large des côtes somaliennes.

- Samedi 28 août 2010 : un hélicoptère militaire du bâtiment de guerre danois Esbern Snara a permis de déjouer une attaque de pirates contre un navire marchand battant pavillon panaméen dans le golfe d'Aden. Le navire des pirates a pu être capturé. L'Esbern Snare est actuellement le navire-amiral de la flottille dépêchée au large de la Corne de l'Afrique dans le cadre de l'opération de lutte contre la piraterie Ocean Shield.

### Septembre 2010(pirates)
- Jeudi 9 septembre 2010 :
  - Les pirates somaliens libèrent le chimiquier bulgare, « Panega », qui avait été capturé le 11 mai dernier dans le Golfe d'Aden avec son équipage de 15 membres, tous bulgares.
  - 24 marines américains ont réussi à libérer le cargo allemand « Magellan Star », battant pavillon d'Antigua et Barbuda, capturé la veille par des pirates somaliens dans le Golfe d'Aden à 85 milles marins au large de Mukallah. Neuf pirates ont été faits prisonniers par la Combined Task Force (CTF) 151. La CTF 151 a été établie par les États-Unis en janvier 2009 comme une opération internationale contre la piraterie avec pour vocation de chapeauter les contributions des pays n'appartenant pas à l'Union européenne ou à l'Otan ou préférant travailler sous commandement américain direct.

- Samedi 25 septembre 2010 : Des pirates se sont emparés, à environ 900 milles nautiques à l'est d'Eyl, d'un cargo grec, le « MV Lugela », transportant des barres métalliques et des câbles, avec 12 membres d'équipage ukrainiens. Le bateau a été libéré dans la nuit du 26 au 27 septembre.

- Mercredi 29 septembre 2010 : Des pirates se sont emparés, à 45 milles nautiques de Mombasa, d'un navire des Émirats arabes unis battant pavillon panaméen, le « MT Asphalt Venture », transportant du bitume, avec 15 membres d'équipage indiens.

### Octobre 2010(pirates)
- Samedi 9 octobre 2010 : Des pirates se sont emparés, près de l'île kényane de Lamu, d'un chalutier sud-coréen de 241 tonnes, avec 43 personnes à bord (2 Sud-Coréens, 2 Chinois et 39 Kényans).

- Dimanche 10 octobre 2010 : Des pirates se sont emparés, au large du Kenya, d'un cargo japonais de 14 000 tonnes, l'« Izumi », transportant de l'acier pour le port de Mombasa, avec 20 membres d'équipage philippins.

- Mercredi 27 octobre 2010 : Un « bateau-mère » de pirates a été intercepté puis coulé par le navire de guerre danois « Esbern Snare ». Une grande quantité d'essence et d'armes a été confisquée et 6 hommes ont été interpellés. Les six pirates présumés ont été ramenés par la marine danoise au rivage des côtes somaliennes et libérés[31].

- Samedi 30 octobre 2010 : Des pirates se sont emparés d'un pétrolier de 73 000 tonnes battant pavillon panaméen, le « MV Polar ».

- Dimanche 31 octobre 2010 :
  - Le tribunal d'Al Moukalla (Yémen) a condamné 10 pirates somaliens à cinq ans de prison chacun pour avoir saisi un bateau de pêche yéménite dans le but de l'utiliser dans des actes de piraterie. Trois autres ont été acquittés. De nombreux Somaliens sont jugés au Yémen pour piraterie.
  - Les pirates somaliens ont échoué dans l'attaque du pétrolier maltais, le « MV Go Trader » à 520 kilomètres au sud-est de Salalah (Oman).

### Novembre 2010(pirates)
- Mercredi 3 novembre 2010 : Des pirates se sont emparés, au large du sud de la Somalie, d'un navire des Comores, avec 9 membres d'équipage et 20 passagers, alors qu'il faisait route vers le port de Dar Es Salam, en Tanzanie.

- Vendredi 5 novembre 2010 : Un juge de Mombasa (Kenya) a ordonné la remise en liberté de 17 pirates somaliens arrêtés dans le Golfe d'Aden, pour manque de preuves. Cet acquittement constitue une première depuis la conclusion en mars 2009 d'un accord par lequel le Kenya avait accepté de juger et de détenir des pirates arrêtés par la force internationale anti-piraterie en dehors de ses eaux territoriales.

- Samedi 6 novembre 2010 : Une rançon record de 9 millions de dollars a été apportée par hélicoptère pour obtenir la libération du superpétrolier sud-coréen « Samho Dream », un navire de 300 000 tonnes chargé de pétrole, et de ses 24 membres d'équipage (5 Sud-Coréens et 19 Philippins), capturés en avril.

- Dimanche 7 novembre 2010 : Un navire de guerre espagnol, le patrouilleur « Infanta Cristina », a été attaqué par des pirates au large de la Somalie dans la nuit de samedi à dimanche. Le bâtiment espagnol a réussi à mettre en fuite les assaillants qui ont utilisé un cargo japonais, l'« Izumi », capturé le 10 octobre, pour mener leur attaque. Les pirates ont utilisé des otages à bord de l'Izumi, s'en servant ainsi de facto comme d'un bouclier humain. L'attaque des pirates a pu être déjouée sans que soit mis en danger la vie de ces otages.

- Mardi 9 novembre 2010 : Un juge de Mombasa (Kenya) a ordonné la remise en liberté de 9 pirates somaliens arrêtés dans le Golfe d'Aden, en estimant que ces personnes « extrêmement vulnérables » étaient détenues au Kenya en violation de leurs droits fondamentaux à la liberté et à la sécurité, tel que proclamé par la nouvelle Constitution adoptée par le Kenya en août dernier. Ils avaient été arrêtés le 9 mars 2009 après avoir attaqué le cargo « MV Courier » en ouvrant le feu contre lui à l'arme automatique et au lance-grenades[32].

- Jeudi 11 novembre 2010 : Des pirates se sont emparés, dans l'océan indien à environ 860 milles nautiques de la Somalie, d'un navire tunisien battant pavillon du Panama, le « Hannibal II » avec 31 membres d'équipage (23 Tunisiens, 4 Philippins, un Croate, un Géorgien, un Russe et un Marocain), alors qu'il faisait route vers Suez. Le navire est la propriété  d'une entreprise spécialisée dans le transport des produits chimiques et pétroliers, la Gabes Marine Tankers appartenant à l'homme d'affaires Farid Abbes et transportait de l'huile de palme depuis la Malaisie.

- Vendredi 12 novembre 2010 : Des pirates se sont emparés dans la soirée d'un cargo chinois battant pavillon panaméen, le « Yuan Xiang » avec 29 marins chinois.

- Samedi 13 novembre 2010 : Trois pirates somaliens ont été tués par la marine kényane et un quatrième s'est noyé après avoir attaqué un de ses navires qui patrouillait au large de la ville côtière de Kilifi, située à environ 60 km au nord de Mombasa.

- Dimanche 14 novembre 2010 : Deux retraités britanniques, prisonniers des pirates somaliens à Adado (centre) depuis 388 jours ont été libérés et sont arrivés à Nairobi (Kenya). Les Chandler avaient été enlevés le 23 octobre 2009 après avoir quitté les Seychelles où ils avaient passé plusieurs semaines de vacances, s'aventurant dans l'océan Indien à bord de leur yacht.

- Samedi 27 novembre 2010 :
  - Des pirates se sont attaqués à un vraquier turc, le « 26 août », à 270 km au nord-est de l'île yéménite de Socotra. Les pirates ont finalement abandonné le navire, ne parvenant pas à trouver son équipage réfugié dans une cache dérobée.
  - Les pirates somaliens détiennent actuellement 22 bateaux et plus de 521 marins, selon l'ONG Ecoterra International.

- Lundi 29 novembre 2010 :
  - Des pirates se sont emparés d'un cargo de conteneurs, battant pavillon malaisien, l'« Albedo », avec 23 membres d'équipage du Pakistan, du Bangladesh, du Sri Lanka et d'Iran, à environ 900 milles nautiques à l'est de Mogadiscio alors qu'il faisait route vers les Émirats arabes unis.
  - Un Somalien est condamné par un tribunal de Norfolk (Virginie) à 30 ans de prison pour l'attaque d'un navire militaire américain dans le golfe d'Aden. Il a plaidé coupable pour sa participation à l'attaque du navire militaire américain USS Ashland (LSD-48) le 10 avril 2010 et la prise en otage en novembre 2008 d'un navire commercial transportant des marchandises américaines.

### Décembre 2010(pirates)
- Lundi 6 décembre 2010 : Des pirates ont capturé un navire sous pavillon bangladais, le « MV Jahan Moni », en mer d'Arabie, au large des côtes indiennes, avec 43 000 tonnes de minerai de nickel et un équipage de 25 personnes dont 20 marins indonésiens.

- Mardi 7 décembre 2010 : Un petit pétrolier saoudien, le « Al Nisr Al Saudi »  capturé le 1er mars dernier, a été libéré mardi contre rançon. Son capitaine grec et ses 13 marins sri-lankais sont sains et saufs. Il a retenu à Garacad puis à Kulub et avait été utilisé en octobre dernier par les pirates pour lancer une attaque, qui avait finalement échoué, contre un autre bâtiment commercial, le « Go Trader », battant pavillon maltais. Les pirates somaliens détiennent toujours 35 bâtiments étrangers et au moins 649 otages.

- Mercredi 8 décembre 2010 :  Selon un document secret américain et révélé par Wikileaks : Le cargo « Faina », battant pavillon du Belize, capturé par des pirates au large de la Somalie, le 25 septembre 2008, contenait dans ses soutes d'importants stocks d'armes et de munitions, et des chars T-72. Les États-Unis ont alors tout fait pour éviter que ces chars reviennent à l'insurrection islamiste en Somalie, dont certains groupes armés se réclament d'Al-Qaida.

- Samedi 11 décembre 2010 : Des pirates ont capturé un vraquier maltais de 70 000 tonnes sous pavillon panaméen, le « MV Renuar », à quelque 1 050 milles marins au large des côtes somaliennes, avec son équipage de 24 personnes.

- Mercredi 15 décembre 2010 : La Cour suprême des Seychelles a condamné neuf pirates somaliens à 22 ans de prison chacun, « selon le nouveau chapitre 65 du code pénal ». Les Seychelles sont devenues cette année le deuxième pays du littoral de l'Océan Indien, après le Kenya, à avoir accepté de juger les pirates arrêtés en haute mer par les forces maritimes internationales.

- Samedi 25 décembre 2010 :
  - Des pirates ont attaqué sans succès deux navires commerciaux au large du Mozambique, le pétrolier « NS Afric », enregistré au Liberia, et le cargo « Majestic » du Panama. C'est la première fois que les pirates somaliens s'aventurent si au sud de la côte est de l'Afrique. Le NS Africa leur a échappé en manœuvrant, tandis que le Majestic a répondu par le feu aux tirs des assaillants.
  - Des pirates ont attaqué un navire de pêche taïwanais, le « Shiuh Fu n°1 » à 120 milles nautiques au large de la pointe nord-est de Madagascar, avec 26 membres d'équipage taïwanais, chinois et vietnamien.

- Lundi 27 décembre 2010 : des pirates ont capturé un cargo allemande sous pavillon d'Antigua-et-Barbuda, le « EMS River », à quelque 175 milles marins au nord-est du port de Salalah (Oman), avec son équipage de 8 personnes (7 Philippins et un Roumain). Il transporte des produits dérivés du pétrole des Émirats arabes unis vers la Grèce. Selon un décompte d'Atalante, les pirates somaliens détiennent 26 navires et 613 otages.

- Vendredi 31 décembre 2010 : des pirates ont capturé un bateau de pêche espagnol, le « Vega 5 », avec 14 membres d'équipage, alors qu'il naviguait entre le Mozambique et Madagascar. L'intervention de la marine indienne a permis de le délivrer mais le capitaine et un sous-officier sont restés prisonniers[33].